# リジューのテレーズ
リジューの聖テレーズ（フランス語: Thérèse de Lisieux, 1873年1月2日 - 1897年9月30日）あるいは幼きイエスの聖テレジア、小さき花のテレジアは、19世紀フランスのカルメル会修道女。本名はマリー・フランソワーズ・テレーズ・マルタン。修道名は「幼きイエスと尊き面影のテレーズ」。カトリック教会の聖人にして教会博士の一人。彼女の著作は今日でも世界中で広く読まれており、日本でも人気のある聖人の一人として知られている。
また、マザー・テレサ（コルコタの聖テレジア）の「テレサ」という修道名はテレーズの名からとられている。
アビラのテレサ（アビラの聖テレサ）の信仰上、イエスのテレジア（スペイン語表記:Teresa de Jesús）としても知られる。ラテン語名をテレジアという聖女が既に一人存在するため、リジューのテレーズを小テレジアと呼び、彼女を大テレジアと呼ぶ場合もある。（アヴィラの聖テレサという表記もある。）

## 生涯

### 生い立ち
テレーズはフランスのアランソンに生まれた。父・ルイは時計屋を営み、母・ゼリーは腕のいいレース職人だった。マルタン夫妻は、修道士・修道女になる望みを持っていたことがあり、ともに信仰あつく、仲が良かった（のちにともに列聖される）。夫婦の間には9人の子供が生まれたが、結核などのために4人が夭逝し、5人の娘たち（マリー、ポリーヌ、レオニー、セリーヌ、テレーズ）だけが成長することができた。テレーズは末っ子で、感受性が強く、誰からも愛される子供だった。

### 修道生活の望み

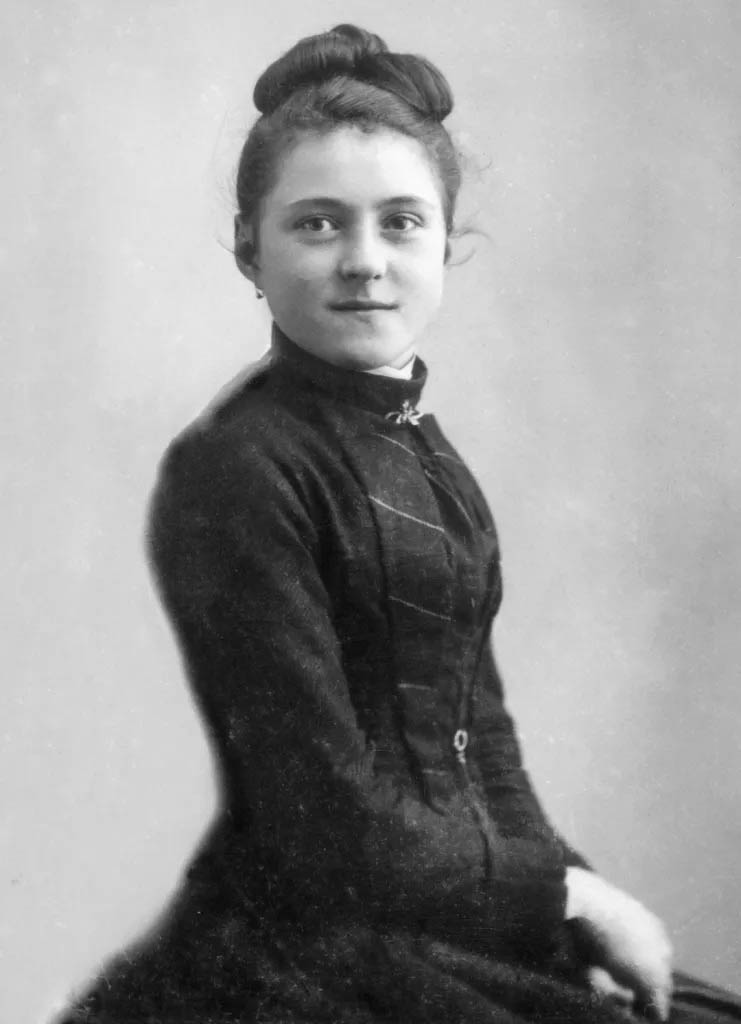
15歳の時の写真

テレーズが4歳のときに、もともと体が弱かった母が病死、精神的に耐え切れなくなった父は店をたたみ、娘たちをつれて妻の実家ゲラン家があるノルマンディーのリジューへと移った。1882年、テレーズが9歳のとき、それまで母親代わりを務めていた次姉のポリーヌがリジューのカルメル会修道院に入った。母親に次いで、第2の母であった姉を失うという体験は、幼いテレーズの心に大きな影響を与える。この頃からテレーズは、修道女になりたいという希望を繰り返し訴えるようになる。1886年に2人の姉マリーとレオニーも修道院に入ったことで、その望みがいっそう強くなった。
テレーズは10歳のとき、突如体調不良を訴えた。ノートルダム教会に9日間のミサを捧げてもらい、姉たちもテレーズの聖母像の前にひざまずいて祈っていた。聖霊降臨祭の日、テレーズは聖母像が微笑むのを目撃した（ほほえみの聖母）。直後、テレーズは全快し健康になっていた。
1887年、14歳になったテレーズはカルメル会入会を願う。父は許したが、修道院の院長や指導司祭に若さを理由に断られる。ついでバイウの司教に許可を得ようとしたが、やはり年齢を理由に許可されなかった。同年10月、テレーズが15歳の時、父や姉たちと共にローマへの巡礼団に加わった。そこでローマ教皇レオ13世に謁見して直接カルメル会入会の特別許可を願ったが、教皇はやはり司教と指導司祭の薦めに従うようにと穏やかにテレーズを諭した。

### カルメル会入会
テレーズが16歳になり、司教がようやく修道院入りを許可したため、テレーズは1889年4月にカルメル会に入会、「幼きイエスのテレーズ」という修道名を受ける。同年、かねてから体調がすぐれず、精神を病む兆候を見せていた父が心臓発作に見舞われ、療養所に入った。父はここで最期の3年を過ごすことになる。1890年9月8日、最初の修道誓願を宣立したテレーズは、修道名に「聖なる御顔（尊き面影）」(la Sainte Face) という言葉を付け加えた。

### 晩年
1894年7月29日、父ルイが死去する。最晩年ルイは発作の影響で下半身不随になっており、精神的に混乱したり、うわごとをいうことが多かった。父の死後、最後まで父につきそった3歳上の姉セリーヌもカルメル会に入会した。聖母訪問会に入っていたレオニーを含め、5人姉妹全員が修道女になった。従姉妹マリー・ゲランもカルメル会に入り、テレーズは副修練長として彼女らを指導する喜びを得る。しかし、もともと体が弱く、家族から結核菌を受け継いでいたと思われるテレーズは1896年4月に喀血。そのまま病勢が進み、1897年9月30日に姉たちに見守られながら24歳で亡くなった。彼女は海外宣教に強い関心があり、インドシナ宣教の望みがあったが、それは果たされなかった。
テレーズが死の直前に「私は地上に善を為すために天での時を過ごしましょう。私は天から薔薇の雨を降らせましょう。(Je veux passer mon ciel à faire du bien sur la terre.Je ferai tomber une pluie de roses.)」と言い残したように、死後、彼女のとりなしによって多くの奇跡（病気の治癒、回心など）がもたらされた。それは現代に至るまで続いている。

### 列聖

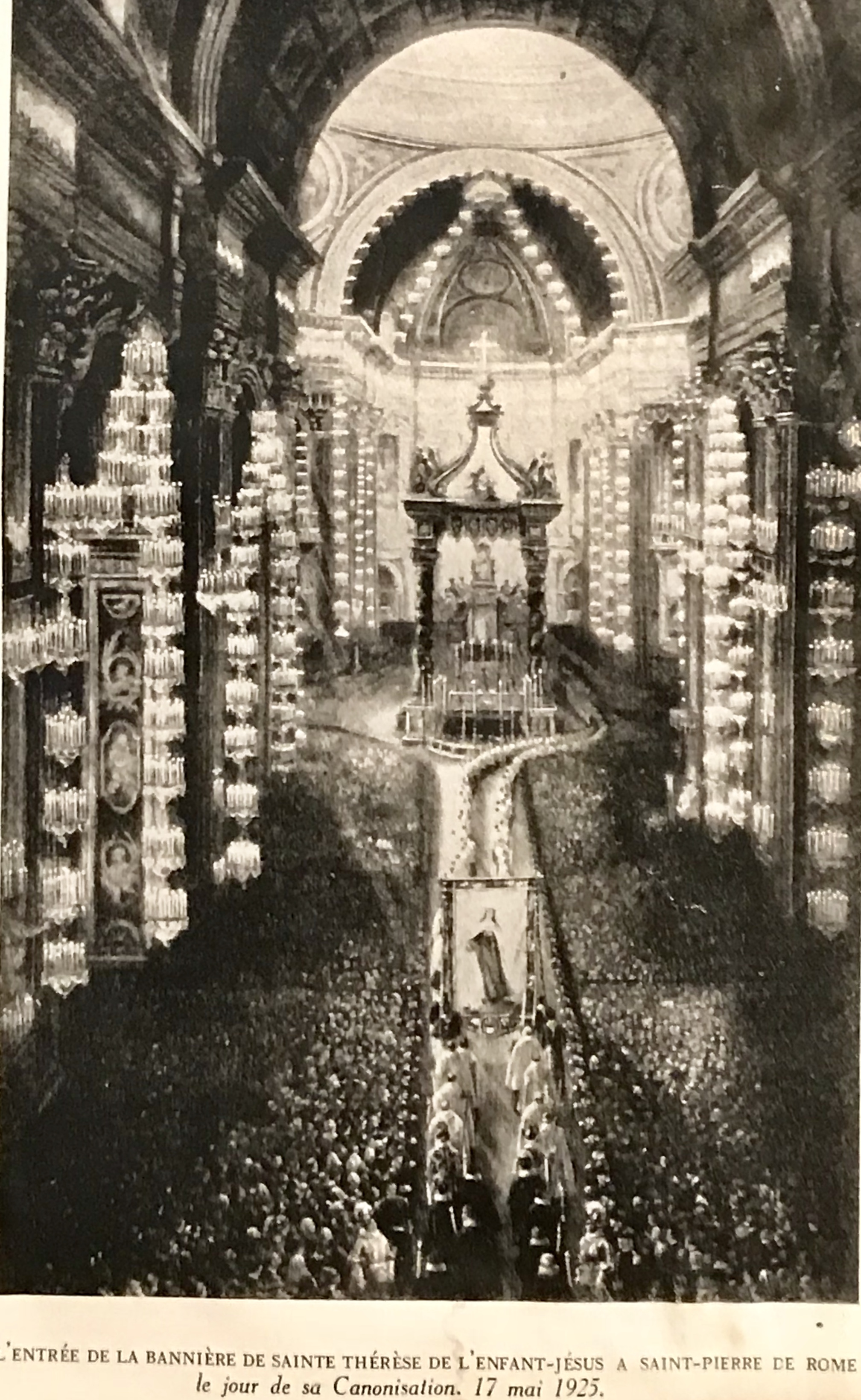
1925年5月25日、聖テレーズが聖人となった日

死後、自叙伝が出版されたことでテレーズの名がフランスのみならず、ヨーロッパ中に知れ渡り、その親しみやすい思想によって人気が高まった。1914年6月10日、教皇ピウス10世はテレーズの列聖調査を進める宣言に署名した。ベネディクトゥス15世は、通常死後50年たたないと列聖はできないという条件を、テレーズに限って特別に緩和することを決定、これは異例のことであった。1925年、テレーズは死後わずか28年にして教皇ピウス11世の手で列聖される。4人の姉たちはみな長命であったため、実の妹がカトリックの福者、聖人に挙げられてゆくのを目の当たりにすることになった。またうち2、3人はテレーズの列聖を積極的に支援する活動をした。テレーズ自身、生前自分の列聖を希望していた数少ない聖人である。
リジューのテレーズは病人、パイロットや花屋、宣教師、ロシアの他に、子どもや弱い者の守護聖人になっている。彼女はジャンヌ・ダルクに次いでフランスの第2の守護聖人とされ、宣教師のために祈っていたことから、1927年には海外宣教者の守護聖人となった。1997年10月19日には教皇ヨハネ・パウロ2世によって深い霊性と思想がたたえられて「教会博士」に加えられた。教会博士の称号を与えられている聖人は女性としてはアビラのテレサ、シエナのカタリナに続いて3人目である。（4人目はヒルデガルト・フォン・ビンゲン）
テレーズの名が広く知られることになったのは、彼女の自伝ともいうべき『ある霊魂の物語』（日本語版の題名『幼いイエスの聖テレーズ自叙伝』）が多くの読者を得たためであった。これは修道会では入会者に自分の半生を振り返る記録を提出させる習慣があったため、それを編集したものである。日本ではパリ外国宣教会のシルベン・ブスケ神父により初めて翻訳され、1911年9月に出版された。普及版は姉のポリーヌが徹底的な編集をおこなったものが元になっているが、近年ではよりオリジナルに近いものが発表されている。ほかにもテレーズの書簡集なども出版されている。

## テレーズの思想「小さき道」
テレーズは自分の天職を「愛」であると語っており、修道生活においても、人の欠点をゆるすこと、他人に惜しみ無く愛を与えること、人に譲ること、誤解されても相手を責めないこと、批判されても甘んじて受けること、苦手な相手のためにも愛をもって祈り善行をなすことを「完徳」への第一歩であると見なしていた。

## 著作
- 東京女子跣足カルメル会訳、『幼いイエスの聖テレーズ自叙伝　その三つの原稿』、ドン・ボスコ社、1996年
- 福岡女子カルメル会訳、『幼いイエズスの聖テレーズの手紙』、サンパウロ社

### 日本語
- ペトロ・アロイジオ著、『リジューのテレーズの詩を読む 愛・マリア・イエス』、教友社、2009年
- パトリック・エイハーン著、岡田茂由子訳、『モーリスとテレーズ　ある愛の物語』、女子パウロ会、2006年
- フランシス・ホーガン著、山口カルメル会訳、『テレーズ　その生涯における苦しみと祈り』、女子パウロ会、1998年
- 戸田三千雄（文）、田中槙子（絵）、『神さまだいすき　10人の聖人たち』、女子パウロ会、1991年
- ギイ・ゴシェ著、福岡カルメル会訳、『死と闇を超えて　テレーズ最後の六ヶ月』、聖母の騎士社、1996年
- コンラッド・ド メーステル著、福岡カルメル会訳、『テレーズ　空の手で』、聖母の騎士社、1987年
- マリー エウジェンヌ著、 伊従信子訳、『わがテレーズ　愛の成長』、サンパウロ社、1991年
- 伊従信子著、『テレーズの約束　バラの雨』、サンパウロ社、1993年
- パトリシア オコナー著、浦出留美子訳、『テレーズを求めて』、サンパウロ社、1993年
- P・M・デュクロク著、 西の宮カルメル会訳、『私の使命　それは愛です』、サンパウロ社、1991年
- ヴィクトル・シオン著、四宮女子カルメル会訳、『聖テレーズ　祈りの道』、サンパウロ社、1986年
- 伊従信子訳編、『弱さと神の慈しみ―テレーズとともに生きる』、サンパウロ社、2006年
- 『写真集 テレーズ』、サンパウロ社、1997年
- ヴィクトル・シオン著、山口カルメル会訳、『教育者テレーズ―その教えの現実性』、ドン・ボスコ社、1997年
- ジャン・ギトン（フランス語版）著、福岡カルメル会訳、『天才　リジューのテレーズ』、南窓社、1998年
- ヴァノン・ジョンソン著、田代安子訳、『テレーズのことば（「小さいテレジアのメッセージ」改題）』、ドン・ボスコ社 1973年
- やなぎや けいこ著、『イエスの小さい花　リジューの聖テレーズの生涯』、ドン・ボスコ社
- 蛯名啓著、（石倉淳一 絵）『小さい花のテレジア』（児童書）女子パウロ会
- 片山はるひ「カルメルの霊性と現代：リジューの聖テレーズと幼きイエスのマリー・エウジェヌ師」『人間学紀要』第34号、上智大学一般教育人間学研究室、2004年12月、143-170頁、ISSN 02876892。

### 外国語
- Sainte Thérèse de l’Enfant-Jésus, Histoire d’une âme, Ed. Pocket, 2009.
- Guy Gaucher, Sainte Thérèse de Lisieux：Biographie 1873-1897, Paris, Ed. du Cerf, 2010.

## テレーズに関する映像作品
- 映画『テレーズ（英語版）』（Thérèse）－（1986年、フランス　監督：アラン・カヴァリエ　主演：カトリーヌ・ムーシェ）
- ビデオ『テレーズ・マルタン　幼きイエスの聖テレジアの生涯（英語版）』（1929年、フランス　監督:ジュリアン・デュヴィヴィエ　主演:シモーネ・バーデイ（英語版）　モノクロ）　女子パウロ会